# Толедо
Толе́до (исп. Toledo [toˈleðo]) — город в центральной части Испании, столица провинции Толедо и автономного сообщества Кастилия-Ла-Манча. Он расположен к юго-западу от Мадрида на реке Тахо и является центром архиепископства. Население в 2023 году составляло 86 070 жителей. В 1986 году исторический город Толедо был включён в Список Всемирного наследия ЮНЕСКО.

## История
Первыми постоянными поселениями на территории города были крепости, возведённые в эпоху кельтиберов. В 192 году до н. э. римлянин Марк Фульвий Нобилиор сломил отчаянное сопротивление жившего здесь племени карпетанов и основал форпост Толетум. Благодаря залежам железной руды вблизи города Толедо превратился в значимый посёлок, чеканящий собственные монеты. Раскопки роскошных вилл того времени свидетельствуют о глубокой романизации поселения, имевшего свой акведук, к сегодняшнему дню полностью разрушенный.
После первых нападений варваров античные стены были укреплены. В 411 году город кратковременно захватили аланы. В 418 году он перешёл к вестготам и оставался их столицей до 711 года. За это время Толедо сделался центром католического архиепископства. В Средние века толедские архиепископы имели собственное войско и принимали участие в Реконкисте и в других военных операциях испанских королей.
Мавры завоевали столицу государства вестготов в 712 году. Расцвет Толедо под именем Толайтола пришёлся на время их правления. Альфонс VI Кастильский завоевал город 25 мая 1085 года. К этому времени Толедо прославился своими мечами и другими изделиями из стали.
Толедо стал одной из резиденций королей Кастилии и оставался ею до 1561 года, пока Филипп II не перенёс свою резиденцию на 71 км в Мадрид, лежащий ровно в центре Пиренейского полуострова, и примерно на одинаковом расстоянии от всех портов. Толедо остался религиозным центром.
20 июля 1936 года около тысячи сторонников Франко с несколькими сотнями гражданских лиц, включая женщин и детей, заперлись за стенами крепости. Против них использовалась тяжелая артиллерия и авиация, но курсанты военного училища под командованием полковника Москардо в течение 70 суток обороняли Алькасар от республиканцев до подхода сил националистов. В ходе боёв был расстрелян сын полковника, взятый республиканцами в заложники, а здание было разрушено, за исключением южной стены. С этого времени лозунгом националистов стало «Алькасар не сдаётся». Подошедшие соединения генерала Варелы отбросили войска республиканцев, состоявших из анархистов и марксистов, сняли осаду и жестоко расправились с городским населением.
В годы правления Франко история страны излагалась односторонне, в последующее время здесь был создан военный музей, дающий представление о происшедших событиях.

## Достопримечательности
Исторический центр Толедо представляет собой цельный ансамбль нетронутого временем средневекового города с лабиринтом узких мощёных улиц и большим числом архитектурных памятников, среди которых:
- Кафедральный собор Святой Марии, построенный в XIII—XV веках;
- крепость Толедский алькасар;
- музей сефардов, расположенный в синагоге дель Трансито (XIV век);
- бывшая синагога Санта Мария ла Бланка (XII век), старейшая синагога в Европе, дошедшая до наших дней;
- развалины римского амфитеатра и римский акведук;
- замок Сан-Сервандо, XIV век;
- бывшая мечеть дель Кристо де ла Лус, построенная в 999—1000 гг.;
- музей-госпиталь Санта-Крус, XVI век;
- францисканский монастырь Сан Хуан де Лос Рейес в стиле пламенеющей готики, 1477—1504 гг.;
- цистерцианский монастырь Санто-Доминго-эль-Антигуо, основанный в 1085 г.;
- госпиталь Тавера (1541—1603 гг.);
- церковь Санто Томе с погребением графа Оргаса (1586 г.);
- музей Эль-Греко с собранием картин художника;
- церковь San Román постройки XIII века с музеем вестготской культуры;
- барочная церковь Сан Ильдефонсо, XVIII век;
- монастырь Святой Урсулы в стиле мудехар, XIV век;
- церковь Сантьяго де Аррабал (исп. Iglesia de Santiago del Arrabal) в стиле мудехар, перестроенная в XIII веке из мечети XII века;
- Смотровая площадка Mirador del Valle (Mirador Toledo);
- Пещеры Геркулеса (исп. Cueva de Hércules)[7].

### Крепость
От старой крепости в Толедо до наших дней сохранились крепостные стены, восемь ворот и два моста. Крепость возникла в изгибе реки Тахо, обрывистые берега которой обеспечивали городу естественную защиту с юга. Наиболее мощные защитные сооружения крепости испокон века возводились с северной стороны.
Первые крепостные стены, о которых нам что-либо известно, были построены римлянами. Римские стены начинались от холма, на котором сейчас стои́т алькасар, далее шли в направлении церкви Санто Томе и, пересекая местоположение Кафедрального собора, возвращались к алькасару.
Более поздние вестготские крепостные стены имели бо́льшую протяжённость и были значительно лучше укреплены. Они также начинались от алькасара, затем шли к воротам Пуэрта-де-Досе-Кантос, расположенным недалеко от моста Алькантара, оттуда — к нынешнему музею Санта-Крус и далее к воротам Пуэрта дель Камброн. Оттуда стены продолжались вдоль берега реки назад к воротам Пуэрта-де-Досе-Кантос. Строительство этой мощной укреплённой линии было осуществлено по инициативе вестготского короля Вамбы. Его крепостную стену и более сотни башен и по этот день можно видеть на неприкрытом рекой участке между мостами Святого Мартина и Алькантара.
Поздне́е укрепление стен города, разрушаемых войнами и временем, осуществляли арабские завоеватели, а, вслед за ними, и король Альфонсо VI, дополнительно усиливший защиту на участке между мостом Алькантара и воротами Бисагра.
Наиболее знаменитыми воротами крепости Толедо являются ворота Бисагра (исп. Puerta de Bisagra) или Новые ворота Бисагра (исп. Puerta Nueva de Bisagra). Свой нынешний облик они обрели в середине XVI века. Ворота представляют собой своеобразную мини-крепость или цитадель. Из четырёх её стен две образованы внешними и внутренними (обращёнными к городу) воротами. Мощные цилиндрические башни внешней части ворот построены ещё арабами и обрамляют центральную часть фасада, увенчанную вырезанным из камня огромным двуглавым орлом. Часть ворот, обращённая к городу, имеет две квадратные в сечении башни с пирамидальными крышами, крытыми бело-зелёной черепицей, также образующей габсбургского двуглавого орла.
Про ворота Альфонсо VI (их другое название Старые Ворота Бисагра) известно немного. Они датируются началом IX века и с тех пор не перестраивались. Известно, что под сводами этих ворот 25 мая 1085 года во главе своего войска прошёл король Альфонсо VI.
Дошедшие до наших дней ворота Пуэрта дель Камброн (исп. Puerta del Cambron) были перестроены в стиле ренессанс в 1576 году из старых визиготских ворот времён короля Вамбы. Своё имя они получили по названию колючих кустарников, некогда окружавших их буйными зарослями. Ворота состоят из двух частей, каждая из которых имеет по две увенчанных черепицей башни. На обращённой к городу стороне вместе с гербом Филиппа II помещена статуя Святой Леокадии работы А. Берругете — святой, почитаемой в Толедо ещё с тех времен, когда город был столицей вестготского королевства. Внутренняя сторона ворот украшена гербом Толедо.
Ворота Пуэрта-дель-Соль (исп. Puerta del Sol) или Ворота Солнца, расположенные недалеко от ворот Бисагра, построены в XII веке, а затем перестроены в начале XIV века. Они представляют собой две хорошо укреплённые зубчатые башни, круглую и квадратную в сечении, на которые опирается главная арка. Стрельчатый свод с изящной кирпичной кладкой сводов обнаруживает арабское влияние. В центре фасада среди аркатуры видна небольшая скульптурная композиция, изображающая две женские фигуры с подносом, на котором лежит человеческая голова. Полагают, что эта композиция изображает двух молодых девушек, изнасилованных толедским градоначальником, чья голова была отрезана королём в наказание за это деяние. Позже скульптура была в качестве предостережения помещена на городские ворота. На замковом камне второй арки на треугольном мраморном щите расположен рельеф с изображением сцены из жизни Святого Идельфонсо. Над рельефом на красном фоне изображены солнце и луна. Возможно, изображение Солнца дало название воротам, хотя нельзя исключать, что их имя связано с ориентацией ворот в западном направлении.
Ещё одни ворота, скорее всего, являющиеся частью крепости визиготов — ворота Пуэрта-де-Вальмардон (исп. Puerta de Valmardon). Они расположены в нескольких десятках метров от ворот Пуэрта-дель-Соль неподалёку от бывшей мечети дель Кристо де ла Лус.
Ворота Пуэрта-де-Досе-Кантос (исп. Puerta de Doce Cantos) расположены недалеко от моста Пуэрта-де-Алькантара и алькасара. Первоначально они были частью укреплённой линии вестготов. Есть две гипотезы о происхождении их названия. По одной из них считается, что первые ворота были построены на двенадцати (doce) колоннах (cantos). По другой полагают, что нынешнее название было образовано от более раннего Puerta de Doce Caños (Caño — струя воды), указывавшего на существовавший во времена римлян водоём, наполнявшийся через римский акведук, от которого отходили двенадцать каналов для водоснабжения города. Остатки римского акведука до сих пор различимы по обеим сторонам реки Тахо.
В северной части крепостной стены, между мостом Алькантара и воротами Бисагра, расположены менее известные Новые ворота, а прямо напротив моста Алькантара находятся одноимённые восьмые ворота крепости Толедо. Эти ворота являлись серьёзным препятствием для врага, осаждающего крепость: чтобы пройти сквозь них, нужно было выбить не одну, а две двери, разделённые небольшим внутренним двориком, размеры которого не позволяли развернуть таран и нанести удар в полную силу.
До XIII века единственным мостом, ведущим в город, являлся мост Алькантара. Первое сооружение на месте современного моста было возведено маврами в 866 году всего в нескольких метрах от старого римского моста, дата постройки которого неизвестна. Этому мосту не повезло и он был сметён наводнением 1257 года. Следующий мост был построен при кастильском короле Альфонсо X и именно он сохранился до наших дней. Мост имеет два арочных пролёта, под главным и красивейшим из которых протекает река Тахо. По обе сто́роны моста в X—XI веке были возведены две башни. Известно о нескольких реконструкциях моста: в 1484 году была восстановлена внутренняя арка моста, в 1721 году изменениям подверглась внешняя башня, а сам мост реставрировали в 1786 году. Название моста происходит от арабского Al Cantara, означающего арка или мост.
Мост Святого Мартина был построен в XIII веке и восстановлен в XIV веке после того, как центральный пролёт моста был разрушен в ходе войны между Педро I Жестоким и его сводным братом Энрике. Мост имеет пять пролётов: изящный свод центрального пролёта обрамлён с каждой стороны парой более узких сводов. По обеим сторонам моста стоят ворота-башни, самая поздняя из которых датируется XVI веком. На внутренней башне моста помещён гранитный барельеф с гербом города, на внешней — установлена небольшая статуя архиепископа Св. Юлиана.

## Население
| Толедо. Численность населения в 1991 — 2006 годах |        |        |        |        |
| 1991                                              | 1996   | 2001   | 2004   | 2006   |
| 59 000                                            | 66 006 | 68 382 | 73 485 | 77 601 |

## Климат
| Показатель                                | Янв. | Фев. | Март | Апр. | Май  | Июнь | Июль | Авг. | Сен. | Окт. | Нояб. | Дек. | Год  |
| ----------------------------------------- | ---- | ---- | ---- | ---- | ---- | ---- | ---- | ---- | ---- | ---- | ----- | ---- | ---- |
| Средний суточный максимум, °C             | 11,2 | 13,6 | 17,1 | 18,8 | 23,1 | 29,0 | 33,6 | 33,1 | 28,4 | 21,4 | 15,3  | 11,5 | 21,4 |
| Средняя температура, °C                   | 6,4  | 8,3  | 11,0 | 12,9 | 16,9 | 22,1 | 26,0 | 25,7 | 21,6 | 15,6 | 10,2  | 7,3  | 15,4 |
| Средний суточный минимум, °C              | 1,6  | 3,0  | 4,8  | 6,9  | 10,8 | 15,2 | 18,5 | 18,3 | 14,8 | 9,9  | 5,2   | 3,0  | 9,3  |
| Норма осадков, мм                         | 28   | 28   | 25   | 41   | 44   | 28   | 12   | 9    | 22   | 38   | 40    | 44   | 357  |
| Источник: Agencia Estatal de Meteorología |      |      |      |      |      |      |      |      |      |      |       |      |      |

## Знаменитые личности
Эль Греко жил с 1577 года до своей смерти в 1614 году в Толедо и создал здесь многочисленные шедевры, в том числе «Погребение графа Оргаса» в церкви Санто Томе.
Мария Иисуса, в миру Мария Лопес де Ривас, блаженная римско-католической церкви, монахиня Ордена Босых Кармелиток (OCD), мистик, носительница стигматов. В 1577 году вступила в монастырь Святого Иосифа в Толедо, в котором подвизалась до самой кончины, наступившей в 1640 году.
В Толедо родился испанский архитектор XVI века и художник-маньерист Педро Мачука.

## Экономика, транспорт
Толедо — крупный центр туризма. Он соединён с Мадридом высокоскоростной железной дорогой, электричкой и автомагистралью.

## Города-побратимы
- Ахен (Германия)
- Иерусалим (Израиль)
- Гавана (Куба)
- Дамаск (Сирия)
- Толидо (США)
- Ажен (Франция)
- Велико-Тырново (Болгария)

## Спорт
У Толедо имеется собственный одноимённый футбольный клуб. С 1961 по 1996 годы в Толедо также работал ФК Санта Барбара.